# Біловодська волость
Біловодська волость — історична адміністративно-територіальна одиниця Старобільського повіту Харківської губернії із центром у слободі Біловодськ.
Станом на 1885 рік складалася з 7 поселень, 4 сільських громад. Населення — 15 206 осіб (7538 чоловічої статі та 7668 — жіночої), 1752 дворових господарства.
|                     | Площа, десятин | У тому числі орної, дес. |
| ------------------- | -------------- | ------------------------ |
| Сільських громад    | 25975          | 14510                    |
| Приватної власності | 28             | —                        |
| Казенної власності  | align=17253    | 2602                     |
| Іншої власності     | 201            | —                        |
| Загалом             | 43457          | 17112                    |

Основні поселення волості станом на 1885:
- Біловодськ — колишня державна слобода при річці Новий Деркул за 50 верст від повітового міста, 11 673 особи, 1465 дворових господарств, 3 православні церкви, 3 школи, лазарет, лікарня, поштова станція, 10 постоялих дворів, 51 лавка, 15 шкіряних заводів, 94 вітряних млини, 2 свічкових заводи, базари, 4 ярмарки на рік. За 7 верст — православна церква, каплиця, 2 школи, казенний кінський розплідник. За 7 верст — цегельний завод.
- Очкурів — колишній державний хутір при річці Новий Деркул, 596 осіб, 69 дворових господарств.
- Семикозівка — колишній державний хутір при річці Обиток, 1008 осіб, 125 дворових господарств, православна церква.
- Царівський — колишній державний хутір при річці Деркул, 782 особи, 93 дворових господарства.

Найбільші поселення волості станом на 1914 рік:
- слобода Біловодськ — 16238 мешканців;
- хутір Семикозівка — 1697 мешканців;
- село Копані — 1262 мешканці;
- село Царівський — 1032 мешканці.

Старшиною волості був Іван Якович Шуліка, волосним писарем — Андрій Гаврилович Ковтун, головою волосного суду — Юхим Григорович Лубенець.